# Zebina Šuma
Zebina Šuma är ett samhälle i Bosnien och Hercegovina.   Det ligger i entiteten Federationen Bosnien och Hercegovina, i den sydöstra delen av landet, 50 km sydost om huvudstaden Sarajevo. Zebina Šuma ligger 690 meter över havet och antalet invånare är 274.
Terrängen runt Zebina Šuma är huvudsakligen kuperad, men åt nordväst är den bergig. Närmaste större samhälle är Goražde, 12,9 km nordost om Zebina Šuma. 
Omgivningarna runt Zebina Šuma är en mosaik av jordbruksmark och naturlig växtlighet. Runt Zebina Šuma är det ganska tätbefolkat, med 70 invånare per kvadratkilometer.